# ホンドテン

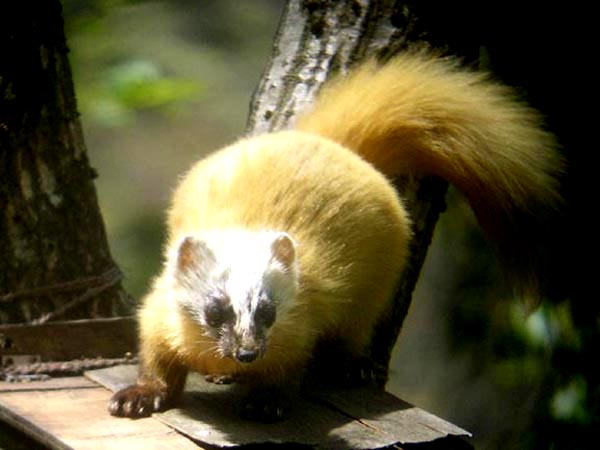
ホンドテン（神奈川県丹沢、2007年）

ホンドテン（青森県八甲田山、2006年）

ホンドテン（Martes melampus melampus）は、ネコ目イタチ科イタチ亜科テン属に分類される哺乳類である。
躯体の毛色により、黄色い個体はキテン（黄貂）、褐色の個体はスステンと呼ばれる。

## 分布
自然分布地域は本州と四国、九州。千葉県と愛知県では準絶滅危惧種とされている。また、人為的に移入された個体が北海道道南と道央、佐渡島で野生化して生息する。また、長崎県対馬に生息する亜種ツシマテン（Martes melampus tsuensis）は国の特別天然記念物に指定されている。

## 特徴
成獣の大きさにはオスとメスでは異なり、オスはメスより若干大きい。体長は約40 - 55cm。尾長は約15 - 20cm。体重は約1.0 - 1.5kg。毛色は、躯体は黄色から褐色まで個体により様々である。手足は黒色。尾は躯体とほぼ同色。躯体が黄色い個体はキテン、褐色の個体はスステンと呼ばれる。キテンは東北地方に多く生息し、スステンはそれよりも南に多く生息する傾向があるが、キテンは四国と九州にも生息している。夏毛と冬毛では色が異なり、冬毛の色は夏毛の色より淡い傾向がある。歯数は、切歯が上6本下6本、犬歯が上2本下2本、前臼歯が上8本下8本、後臼歯が上2本下4本、合計38本。乳頭数は、胸部は無し、腹部1対、鼠径部2対、合計6個。指趾数（指の数）は、前肢が5本、後肢が5本、合計20本。

## 生態
冬眠はしないで1年中活動し、その活動時間帯は特に定まっておらず、昼夜活動する。繁殖期以外は基本的に単独で行動する。躯体は柔軟性に富む。警戒心が強く、よく後肢で2本足立ちして周囲を見回すことがある。この行動を目蔭（まかげ）という。爪が鋭く、木登りがとても上手い。このことに着目して、名称キテンの語源は「黄色い貂」ではなく「木貂」であるという説が1924年（Kishida）に発表された。活動場所としては沢や川付近が多い。
穴や樹洞、建造物の床下や屋根裏に巣を作る。
食性は雑食性で、動物質のものはネズミやリス、鳥、爬虫類、両生類、昆虫類、ムカデなど。植物質のものはヤマグワやマタタビ、サクラ、ヤマブドウ、コクワ（サルナシ）などの実。

### 繁殖
交尾期は夏で、出産は翌年の春。これは交尾してから受精卵が子宮壁に定着するまでに時間的な遅れが生じるためである。巣穴の中で出産し、産仔数は2–4匹。飼育下での観察では、秋田市大森山動物園の飼育個体が1995年9月5日に交尾し、翌1996年3月21日に2匹出産した記録がある。

### 鳴き声
鳴き声はエゾクロテンと同じである。

## 北海道のキテン
（本節は特記以外、(『野生動物調査痕跡学図鑑』, p. 379)を参考文献とする。）
北海道に生息する野生化したキテンは、毛皮生産を目的として飼育されていた個体が放野されたことに端を発っしていることが犬飼哲夫の調査により判明している。その調査によると、
- 1931年9月の満州事変以後に国策として毛皮の生産を奨励。
- 1944年に太平洋戦争の影響で養殖しているキテン用の餌が不足し、札幌市と岩内町、八雲町、森町の養殖業者が人為的にキテンを放野。

以上が北海道南部と中央部でのキテン野性化の経緯である。

## 保全状態評価
テン　Martes melampus
- LEAST CONCERN (IUCN Red List Ver. 3.1 (2001))